# Ócu Júki
Ócu Júki (Mito, 1990. március 24. –) japán labdarúgó.

## Pályafutása

### Klubcsapatban
2008 és 2011 között a Kasiva Reysol labdarúgója volt. 2011-ben Németországba szerződött a Borussia Mönchengladbach csapatához, ahol egy évet töltött. 2012 és 2015 között a holland  VVV-Venlo játékosa volt. 2015-ben hazatért a Kasiva Reysolhoz és két év alatt 49 mérkőzésen lépett pályára. 2019-ben bajnoki címet szerzett a Jokohama F. Marinos játékosaként. 2021 és 2023 között a Júbilo Ivatában játszott. 

### A válogatottban
2012-ben a japán U23-as válogatott tagjaként részt vett a 2012. évi nyári olimpiai játékokon. A Spanyolország elleni csoportmérkőzésen Ócu szerezte a mérkőzés egyetlen gólját és az Egyiptom elleni negyeddöntőben is eredményes volt. Az elődöntőben Mexikó ellen is betalált. 

## Sikerei, díjai
Kasiva Reysol
- J2 League (1): 2010

Jokohama F. Marinos
- J1 League (1): 2019

Júbilo Ivata
- J2 League (1): 2021